# Reial Federació Espanyola de Natació
La Reial Federació Espanyola de Natació (RFEN) és l'entitat encarregada d'organitzar els esports aquàtics a l'estat espanyol, integrant les federacions autonòmiques d'esports aquàtics, clubs esportius, esportistes, jutges, delegats tècnics i entrenadors que es dediquen als esports de la seva competència agrupats en aquesta federació.
És membre de la Federació Internacional de Natació (FINA) i de la Lliga Europea de Natació (LEN), els estatuts de la qual accepta i s'obliga a complir, i les quals representa a Espanya amb caràcter exclusiu. Així mateix, forma part de les 30 federacions olímpiques del Comitè Olímpic Espanyol (COE), en qualitat de federació amb especialitats esportives olímpiques.

## Història
Tradicionalment les activitats aquàtiques a Espanya es presentaven com un esport d'oci, majoritàriament de nul·la competitivitat. No obstant això, a la fi del segle xix i principis del segle XX això va canviar sota la influència de dues personalitats decisives, els catalans Bernat Picornell i Manuel Solé. El primer es va portar l'experiència d'haver competit en natació i en waterpolo, i el segon destacava en la pràctica esportiva de forma precursora.
A través de l'interès esportiu Picornell va conèixer Solé (propietari del Gimnàs Solé) i tots dos van fundar el primer club de natació en la història de Catalunya i de l'estat espanyol, el Club Natació Barcelona. Aviat es fundarien més clubs per la zona com el Club Natació Atlètic, el Club Natació Barceloneta (actual Club Natació Atlètic-Barceloneta) o el Club Natació Sabadell. Tant la natació com el waterpolo no van trigar a engrandir la seva importància en la societat, i aviat es va veure diverses fundacions de clubs que incentivaven la pràctica d'aquests esports pe tot l'estat.
Els grans progressos tècnics i els bons resultats del CN Barcelona en les seves trobades a nivell internacional van fer brollar les il·lusions de participar, per primera vegada, en unes Olimpíades. La participació en els Jocs Olímpics d'Anvers 1920 era una meta a aconseguir, però un canvi en el reglament de participació per part del COI obligava tots els atletes participants a estar emparats per les seves respectives federacions nacionals. És per aquest motiu per la qual neix, el 19 d'abril de 1920, la Federació Espanyola de Natació Amateur constituïda per diversos clubs catalans, amb Jaume Mestres Fossas com a primer president.
Un any després, el 25 de febrer de 1921, va sorgir la primera federació zonal, la Federació de Natació de Catalunya, de mans del Club Natació Barcelona, el Club Natació Athlètic i el Club Natació Sabadell.

## Competències
La RFEN ostenta la representació d'Espanya en les activitats i competicions esportives oficials de caràcter internacional celebrades dins i fora del territori espanyol. La RFEN s'encarrega de qualificar i organitzar les activitats i competicions esportives oficials d'àmbit estatal d'aquestes especialitats esportives. També és responsabilitat de la RFEN organitzar o tutelar les competicions oficials de caràcter internacional d'aquestes especialitats celebrades en territori estatal com ara Mundials o Europaus.
És competència de la RFEN l'elecció dels esportistes que han d'integrar les seleccions o equips estatals dels esports de la seva competència, així com els plans de preparació dels esportistes d'alt nivell.

## Organització
L'estructura jeràrquica de la federació està conformada pel president, l'Assemblea General i els presidents de les federacions autonòmiques, el secretari, la Gerència, la Junta Directiva i els comitès tècnics.
Té la seu central al Centre de Natació M-86 de Madrid i el seu president és, des de 2008, Fernando Carpena Pérez.

## Federacions territorials
La RFEN la componen 19 federacions territorials que s'ocupen de l'organització de les activitats aquàtiques en les diferents Comunitats autònomes d'Espanya.
- Andalusia: Federació Andalusa de Natació (FAN)
- Aragó: Federación Aragonesa de Natación (FANARAGON)
- Astúries: Federación Deportiva de la Natación Asturiana Delegación (FDNA)
- Illes Canàries: Federación Canaria de Natación (FEDECANAT)
- Cantàbria: Federación Cántabra de Natación (FCNAT)
- Castella i Lleó: Federación de Castilla y León de Natación (FENACYL)
- Castella - la Manxa: Federación de Natación de Castilla-La Mancha (FNCLM)
- Catalunya: Federació Catalana de Natació (FCN)
- Ceuta: Federación de Natación de Ceuta
- País Valencià: Federación de Natación de la Comunidad Valenciana (FNCV)
- Comunitat de Madrid: Federación Madrileña de Natación (FMN)
- Extremadura: Federación Extremeña de Natación (FEXN)
- Galícia: Federación Gallega de Natación (FEGAN)
- Illes Balears: Federación Balear de Natación / Federació de Balear de Natació (FBN)
- La Rioja: Federación Riojana de Natación (FRN)
- Melilla: Federación Melillense de Natación
- Regió de Múrcia: Federación de Natación de la Región de Murcia (FNRM)
- Navarra: Federación Navarra de Natación (FNN)
- Comunitat Autònoma del País Basc: Federació Basca de Natació / Euskadiko Igeriketa Federazioa (FVN)

## Especialitats esportives
- Aigües obertes
- Natació
- Natació artística
- Salts
- Waterpolo

## Competicions organitzades per la RFEN

### Aigües Obertes
- Copa d'Espanya d'Aigües Obertes (Competició realitzada per etapes -travessies- repartides per la geografia espanyola i de caràcter puntuables on el nedador/a amb més punts és proclamat campió/na)
- Campionat d'Espanya d'Aigües Obertes (Competició realitzada, depenent de l'organitzador o de la pròpia RFEN, en mar, llac o riu)
- Campionat d'Espanya de Llarga Distància (Competició realitzada en piscina de 50 metres. Proves a realitzar de 3 km i 5 km, depenent de la categoria del nedador)

### Natació
- Campionat d'Espanya Absolut Open de Primavera
- Campionat d'Espanya Absolut d'Estiu[6]
- Campionat d'Espanya Absolut d'Hivern
- Copa d'Espanya de Clubs de Natació (Competició dividida per categories, amb ascensos i descensos: Divisió d'Honor, Primera Divisió i Segona Divisió)
- Campionat d'Espanya per Comunitats Autònomes (Competició per seleccions autonòmiques. Categories: Junior-Infantil. Aleví)
- Campionats d'Espanya Màster d'hivern i estiu (Competició per a nedadors majors de 25 anys, amb la categoria premàster entre 20-24 anys)
- Grand Prix Open (Circuit nacional de trofeus de natació)

### Natació Artística
- Campionat d'Espanya Absolut d'Estiu - Trofeu infantes d'Espanya de natació artística

### Salts
- Campionat d'Espanya Absolut d'Hivern Salts
- Campionat d'Espanya Absolut d'Estiu Salts
- Copa d'Espanya

### Waterpolo
- Lliga Nacional de Divisió d'Honor
- Lliga Nacional de Primera Divisió
- Lliga Nacional de Segona Divisió
- Supercopa de Waterpolo
- Lliga espanyola de waterpolo femenina
- Copa del Rei de Waterpolo
- Copa de la Reina de Waterpolo
- Campionat d'Espanya Master de Waterpolo
- Campionat d'Espanya de waterpolo masculí (1912-1973)